# Denver Nuggets 1990-1991
La stagione 1990-91 dei Denver Nuggets fu la 15ª nella NBA per la franchigia.
I Denver Nuggets arrivarono settimi nella Midwest Division della Western Conference con un record di 20-62, non qualificandosi per i play-off.

## Roster
| N° | Naz.                   | Ruolo | Sportivo           | Anno | Alt. | Peso |
| -- | ---------------------- | ----- | ------------------ | ---- | ---- | ---- |
|    | Stati Uniti (bandiera) | AC    | Anthony Cook       | 1967 | 206  | 93   |
| 0  | Stati Uniti (bandiera) | A     | Orlando Woolridge  | 1959 | 206  | 98   |
| 1  | Stati Uniti (bandiera) | G     | Corey Gaines       | 1965 | 191  | 88   |
| 3  | Stati Uniti (bandiera) | G     | Mahmoud Abdul-Rauf | 1969 | 185  | 73   |
| 5  | Stati Uniti (bandiera) | A     | Kenny Battle       | 1964 | 198  | 95   |
| 5  | Stati Uniti (bandiera) | A     | Terry Mills        | 1967 | 208  | 104  |
| 6  | Stati Uniti (bandiera) | GA    | Walter Davis       | 1954 | 198  | 88   |
| 14 | Stati Uniti (bandiera) | G     | Michael Adams      | 1963 | 178  | 73   |
| 15 | Stati Uniti (bandiera) | G     | Avery Johnson      | 1965 | 178  | 79   |
| 21 | Stati Uniti (bandiera) | GA    | Todd Lichti        | 1967 | 193  | 93   |
| 22 | Stati Uniti (bandiera) | G     | Jim Farmer         | 1964 | 193  | 86   |
| 22 | Stati Uniti (bandiera) | G     | Tim Legler         | 1966 | 193  | 91   |
| 22 | Stati Uniti (bandiera) | G     | Craig Neal         | 1964 | 196  | 75   |
| 23 | Stati Uniti (bandiera) | GA    | T.R. Dunn          | 1955 | 193  | 87   |
| 30 | Stati Uniti (bandiera) | A     | Marcus Liberty     | 1968 | 203  | 93   |
| 33 | Stati Uniti (bandiera) | AC    | Cadillac Anderson  | 1964 | 208  | 104  |
| 34 | Stati Uniti (bandiera) | A     | Anthony Mason      | 1966 | 201  | 113  |
| 34 | Stati Uniti (bandiera) | GA    | Reggie Williams    | 1964 | 201  | 86   |
| 35 | Stati Uniti (bandiera) | A     | Jerome Lane        | 1966 | 198  | 104  |
| 41 | Stati Uniti (bandiera) | C     | Blair Rasmussen    | 1962 | 213  | 113  |
| 42 | Stati Uniti (bandiera) | AC    | Joe Wolf           | 1964 | 211  | 104  |

## Staff tecnico
- Allenatore: Paul Westhead
- Vice-allenatori: Jim Boyle, Mike Evans